# 耶和华见证人的信条
耶和华见证人的信条是指基督教非傳統教派耶和华见证人的信仰。其信条部分与传统的基督宗教有很大分別。

## 核心教义
耶和華見證人認為基督徒的信仰應該完全基於《聖經》，不應僅是基於人的見解或宗教傳統(太15:3; 西2:8)。凡不是基於《聖經》的道理和教訓，耶和華見證人都不接受。以下所罗列的是比较重要的部分，是耶和华见证人信仰的大纲。

### 否定三位一体的传统教义
耶和华见证人认为耶和華是獨一的真神（申命记4:39;马太福音4:10）, 耶穌是上帝的獨生兒子(西1:15), 聖靈是上帝強大的動力(彼得后书1:20,21; 使徒行传2:4)。不存在一个三位一体的神，这种解释来自古代巴比伦和希腊的神话形象。耶和华见证人相信，耶稣和他的门徒还有第一、第二世纪的基督徒都不相信三位一体的解释。
参见主条目:耶和华见证人和三位一体

### 使用上帝的希伯來文名稱
《圣经·旧约》希伯来文中用“YHWH”表示上帝的名字，现代文字拼写成Jehovah，中文取音译稱為耶和華，認爲這是上帝唯一的名字。(詩篇83:18)
所有的耶和华见证人是“上帝拣选的仆人”，只侍奉这一位神，故不向教皇、圣母、圣人、十字架、国旗各种偶像等祷告。《圣经》中指出一切崇拜偶像的行为都是上帝所憎恶的。

### 耶稣的赎价
耶稣，上帝的儿子，为了完成伟大的使命来到地上，用完美的生命换得全人类的罪得以赦免。
人类因为亚当和夏娃获罪而必须死去，而这种罪有通过代代相传影响到世界上所有的人。为了挽救人类，上帝差耶稣基督用他完美的生命作为赎价偿还了所有人的债，他是上帝给所有人类立的新约，是上帝委任的君王。
耶稣也是為世人转达祷告的唯一一人，圣灵、偶像、圣母没有这个作用，一切象其他人的祷告都是徒劳的。只有相信耶稣的赎价的伟大作用和上帝给人类所作出的重大牺牲才有可能享有地上乐园的永生。

### 其他
- 不存在永火的地狱，所有恶人在新世纪不会获得永生，永远死去。(詩篇37:9-10)
- 人死後不再存在，並沒有不死的靈魂。(詩篇146:4;傳道书9:5-6,10)灵魂就是生命的动力，生命停止，思想和活动一并停止。
- 撒但是現今這世界的隱形統治者。(哥林多后书4:4; 约翰一书5:19)由于他提出上帝最高统治权的争议才导致人类政府的出现，所以世界也因此充满苦难。
- 在未来的新世界，大部分复活的人不生活在天上，而是仍旧生活在地上的乐园，只有14万4千被拣选的人会和永久的君王耶稣基督在天上统治世界。

## 中立原则

### 遵纪守法
效法耶稣基督在地上的时期，遵守地球上各个国家的法律，但是不對國旗或肖像敬禮，不向任何团体和个人宣布效忠。遵纪守法的前提是不妨碍崇拜耶和华上帝，如果政府禁止人崇拜，则应当以耶和华为更重要。
配合政府的建设和各种公益活动，不与政府对抗，反倒与他们尽量合作。

### 政治中立
對所有政治事件或軍事衝突均保持中立，不参与政治斗争(約6:15)；不学习战争技能，即使在义务兵役制国家也不服兵役。在第二次世界大战中，数千耶和华见证人因拒绝参战被关入集中营；相对的，天主教教徒因同样原因只有1人，新教教徒7人。在台湾也有很多信徒因为拒绝服兵役而入狱，甚至有人出狱后依然拒绝兵役而反复入狱，直到替代役制度的實施才解決了此問題。
不参与选举，也不加入政治组织，不结党，但不影响别人的政治去向和选举意愿。尊重别人的政治自由，不会给别人任何政治和政党选举方面的任何意见，给别人足够的自由选择是不是参与政治。

### 没有歧视
耶和华见证人认为全世界人类都是上帝的儿女，因此所有人都应当是亲如兄弟姐妹，不应当有性别、种族偏见。
无论是来自比较贫困的国家，何种肤色，何种信仰，何种生活习惯，耶和华见证人的成员都均和善的对待，不管对方的宗教信仰或者对《圣经》的兴趣。

## 对世界末日的解释
参看耶和华见证人的末世论
耶和华见证人认为耶稣基督已经在1914年登基做王，现在的日子是世界的末期，即将到来的哈米吉多顿将是世界上一切恶人和撒但以及众邪灵的末日。
由于天上的邪灵都被驱逐到地上，所以地球充满罪恶和苦难。
耶和华见证人相信，正式因为七期结束，所以撒但和邪灵在天上被赶到地上。故自从1914年，世界上的戰爭、地震、旱涝海啸等自然灾害不断，各种难以治愈的瘟疫不断蔓延，新出現的疾病无法医治，世界向两极分化，人们互不信任，狡诈贪财，待人冷漠，道德和社会风气不断败坏，而應驗了《圣经》所描述世界末期的社会。

## 参看
- 耶和华见证人
- 三位一体
- 灵魂
- 耶和华见证人的末世论